# Headphones On
«Headphones On» — песня американской певицы Эддисон Рэй, выпущенная 18 апреля 2025 года на лейбле Columbia Records в качестве четвёртого сингла из дебютного студийного альбома Addison. Песня в стиле R&B и трип-хоп с влиянием нью-джек-свинга рассказывает о том, как музыка спасает ее от трудностей в личной жизни. Песня получила высокую оценку критиков, продолжив тенденцию Рэй получать положительные отзывы о своей новой музыке.

## Предыстория
Рэй представила песню «Headphones On» в марте 2025 года, опубликовав в Instagram фотографии со съемок клипа. В начале апреля она показала текст песни, а позже представила клип через Spotify. Рэй поделилась фрагментом из песни в TikTok. 14 апреля она выпустила официальный тизер, в котором сообщила дату релиза, а 15 апреля 2025 года выпустила официальную обложку. Это был первый трек, выпущенный в рамках издательской сделки Рэй с Sony Music Publishing. Рэй была больна, когда записывала песню в Стокгольме.

## Композиция
По мнению Эрика Торреса из Pitchfork, «Headphones On» — это «самый вдохновленный R&B трек Рэй», с «вздымающимся питч-сдвинутым, улюлюкающим вокалом» и «испаряющимися, драгоценными тонами колокольчиков и хип-свингующей басовой линией». Он также сравнил ее вокал с «Джанет в ее самом дыхании», поскольку Рэй «воркует над аэродинамическим битом». Даниэль Челоски из Stereogum отметил влияние трип-хопа на трек. Жорди Бардахи, написавший для Jenesaispop, считает, что песня «основана на звучании того коммерческого поп-музыки, который опирался на трип-хоп и возглавлялся такими артистами, как Мадонна или, прежде всего, Моби, в середине и конце 1990-х годов». Бит «Headphones On» напоминает Bedtime Stories (1994), струнные скорее напоминают Post (1995) Бьорк, которая уже посвятила трек своим «наушникам», тем, которые «спасли ей жизнь»; общая вибрация очень похожа на Cibo Matto, особенно вокальная мелодия; но также она заставляет вспомнить Spice Girls «Last Time Lover». Алекса Кэмп из Slant Magazine заявила, что трек может похвастаться «гладким, нью-джек-свинг баунсом прямо из 1994 года». Лирика Рэй была описана как «исповедальная» и погружающаяся в более глубокие темы, чем ее предыдущие релизы. Она поет о своих проблемах с идентичностью, о том, как она убегает в музыку и как трудности и боль, которые она чувствует, являются частью жизни, а также о разводе ее родителей. Саманта Олсон из Cosmopolitan отметила, что Рэй продолжает "водные отсылки, которые она впервые использовала в «Aquamarine». Рэй описала «Headphones On» как одну из своих самых «эмоциональных песен» на сегодняшний день и «катарсическую для создания». В песне Рэй признает, что ее называют «it girl», одновременно ставя под сомнение свое место в поп-музыке: «Конечно, это очень лестно. Но что на самом деле значит быть поп-девушкой? Посмотрим, станут ли песни более популярными, тогда меня можно будет называть поп-девушкой. Это мой шанс. Я должна добиться успеха».

## Отзывы
В рецензии для Pitchfork Эрик Торрес описал «Headphones On» как «новую изюминку в формуле Эддисон Рэй, наполнившую ее ватную музыку той уязвимостью, которая может создать ощущение, что внешний мир выключен». Он также считает, что электропоп Рэй подходит для нынешнего «шаткого культурного момента», поскольку ее «легкая музыка удваивается как плавное освобождение мозга от ангедонии повседневной жизни в Америке». Точно так же Джоэл Калфи написал для Harper’s Bazaar, что Рэй «предоставляет нам идеальный саундтрек для тех случаев, когда нам нужно убежать от проблем реального мира». Саманта Олсон из Cosmopolitan заявила, что Рэй сейчас «четыре на четыре», выпустив «один за другим бэнгеры», а Джош Курп из Uproxx отметил, что трек «продолжает горячую серию Рэй». Натан Мерчадье из Número заявил, что сингл закрепил статус Рэй как «одной из определяющих it-girls настоящего времени».
Робин Мюррей написал рецензию на песню для Clash, отметив, что она «кажется особенной [… Это поп в его самом беззаботном и преображающем виде», продолжив, что Рэй «штампует свою собственную идентичность» и «в центре „Headphones On“ лежит настоящий дар построения мира, который кажется ей уникальным», а также: «Кусочек за кусочком Эддисон Рэй срывает покров цинизма, который некоторые помещают вокруг ее музыки; стильная и непринужденная „Headphones On“ должна стать переломным моментом, моментом перегиба».
Джейсон Липшутц из Billboard отметил, что «такая песня, как „Headphones On“, в значительной степени опровергает мнение о поверхностности поп-артистизма Эддисон Рэй», поскольку «сингл не только синтезирует ритмичный поп 90-х со страстью и эрудицией, но и заправляет откровенные признания … между роскошными припевами». Джулия Коссельник из V провела сравнение с Мадонной и Бритни Спирс, отметив, что Рэй добавила «более рефлексивный лирический элемент в свой репертуар затягивающих поп-хитов». В мае журнал Time Out назвал ее второй лучшей песней 2025 года на данный момент: «С беспечной лирикой, дозированной ностальгией, дышащим вокалом, напоминающим ранние дни Кайли Миноуг, и мягкой, непринужденной перкуссией, „Headphones On“ просто неотразима».

### Итоговые списки
В мае журнал Time Out назвал ее второй лучшей песней 2025 года на данный момент: «С небрежными текстами, наполненными ностальгией, хриплым вокалом, напоминающим о ранних днях Кайли Миноуг и мягкой, непринужденной перкуссией, 'Headphones On' просто неотразима».
В июне журналы Rolling Stone и Consequence включили песню в список лучших треков года, а Паоло Рагуза прокомментировал последнюю: «В этой песне, которая настолько безмятежна, что кажется лекарством, Рей ненавязчиво раскрывает универсальную истину: иногда нужно принять боль, прочувствовать свои чувства и надеть эти чертовы наушники»
Журнал Paste включил её в список лучших песен 2025 года (№ 10 на середину года), заключив: «Это хорошо сделанное поклонение Мадонне для поколения думскроллинга».

## Музыкальное видео
Официальное видео на «Headphones On» было выпущено вместе с песней 18 апреля 2025 года. Режиссером клипа стал Митч Райан, который ранее работал с Рэй над песней «High Fashion». Дара Аллен также выступила в качестве стилиста после сотрудничества с Рэй над ее предыдущими тремя клипами. Снятый в Рейкьявике, Исландия, клип открывается дневными мечтами Рэй в перерыве между сменой в одноименном супермаркете. Слушая музыку в наушниках, она представляет себя бродящей по исландской сельской местности, где она скачет на белой лошади с неоново-розовыми волосами.
Даниэль Якулевич из L’Officiel отметил, что Рэй «умеет создавать новую вселенную в своих клипах», а Джулия Рейнштейн из The Cut сказала, что видео напоминает конец 2000-х. Рэй описала съемки как «действительно преображающий опыт».

## Живые выступления и каверы
Рей впервые исполнила песню на родственных площадках The Box в Нью-Йорке и Лондоне во время специальных живых выступлений, посвященных выпуску ее дебютного альбома 5 и 10 июня 2025 года соответственно. В апреле 2025 года Кэти Гэвин исполнила кавер-версию песни «Headphones On» в Radio City Music Hall. Трио Haim также записали кавер-версию песни в Live Lounge на BBC Radio 1 в июне 2025 года.

## Чарты
| Чарт (2025)                           | Высшая позиция |
| ------------------------------------- | -------------- |
| Австралия (ARIA)                      | 82             |
| Канада (Canadian Hot 100)             | 73             |
| Мир (Global 200, Billboard)           | 116            |
| Ирландия (IRMA)                       | 34             |
| Новая Зеландия (RMNZ)                 | 2              |
| Норвегия (VG-lista)                   | 94             |
| Швеция Heatseeker (Sverigetopplistan) | 16             |
| Великобритания (OCC UK Singles)       | 24             |
| США Billboard Hot 100                 | 87             |

### Комментарии
1. ↑  «It girl» (англ.) — это привлекательная, известная молодая женщина, которая, по общему мнению, обладает как сексуальной привлекательностью, так и особенно обаятельной личностью.